# Decreto de amnistía de la República Dominicana de 1848
El Decreto de Amnistía de 1848 (formalmente, Decreto Número 171., concediendo amnistía á los dominicanos expulsos del territorio de la República) fue un decreto del Congreso de la República Dominicana del 26 de septiembre de 1848 que entró en vigor el día de su promulgacion por el presidente Manuel Jimenes, el 26 de septiembre de ese año.
Este decreto otorgaba amnistía a todos los dominicanos que se encontraban fuera del territorio nacional, siempre y cuando no tuvieran sentencias en su contra. La medida permitía que aquellos que quisieran regresar pudieran hacerlo, previa autorización del Poder Ejecutivo de la República Dominicana mediante un salvo conducto.
Entre los beneficiados de la amnistía figuraban destacados líderes políticos que, por resolución de la Junta Central Gubernativa del 22 de agosto de 1844 —presidida entonces por Pedro Santana— habían sido declarados «traidores e infieles a la Patria». El decreto mencionaba de forma expresa a Francisco del Rosario Sánchez, Ramón Matías Mella, Juan Pablo Duarte, Vicente Celestino Duarte y su hijo Enrique, Pedro Alejandro Pina, Juan Isidro Pérez y Juan Evangelista Jiménez.
Todos los mencionados por su nombre en el decreto pertenecían al grupo político de los filorios o duartistas, facción a la que en el pasado también había estado vinculado el propio presidente Manuel Jimenes. Antes de llegar a la presidencia, Jimenes había sido ministro de Guerra y Marina en el gobierno de Santana, aunque mantenía hacia él inquina.
Algunos políticos exiliados, como Tomás Bobadilla, aceptaron acogerse a esta amnistía y regresaron al país. Otros, en cambio, como Juan Pablo Duarte, decidieron no hacerlo.
Fue la primera amnistía de la historia de la República Dominicana.

## Antecedentes

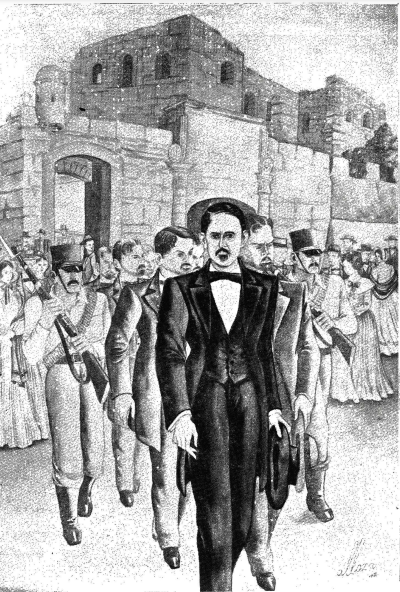
Juan Pablo Duarte siendo llevado al destierro (1979). Obra de José Alloza.

El golpe de Estado del 9 de junio y el pronunciamiento del 4 de julio de 1844, ambos protagonizados por el general de brigada Juan Pablo Duarte y por los llamados filorios o duartistas (seguidores del general Juan Pablo Duarte), menoscabaron a las autoridades constituidas desde febrero de 1844. El primero —el golpe del 9 de junio— constituyó el primer golpe de Estado en la historia de la República Dominicana y provocó la expulsión de varios vocales de la Junta Central Gubernativa, órgano de gobierno. Mediante el segundo acto —el pronunciamiento de julio en el Cibao— Ramón Matías Mella proclamó a Juan Pablo Duarte presidente de la República, con lo que quedó en la práctica anulada la autoridad de la Junta Gubernativa en el Norte del país.
Los antifilorios —entre ellos los exvocales de la Junta Central, Tomás Bobadilla y José María Caminero— solicitaron el auxilio del general Pedro Santana, jefe del Ejército del Sur. Además, por la coyuntura en que el Ejército del Sur se negó a transferir el mando de su jefe Pedro Santana a José Esteban Roca, ambos oficiales se trasladaron a la ciudad de Santo Domingo para poner en conocimiento de la Junta de Gobierno lo sucedido.
El 12 de julio de 1844, Santana entró en Santo Domingo y, al día siguiente, consumó el golpe de Estado del 13 de julio, a partir del cual consolidó una dictadura provisional que contó con el apoyo de la propia Junta Gubernamental. Entre los objetivos de ese nuevo poder estuvo revertir los efectos del pronunciamiento de Duarte, pues la existencia de dos gobiernos resultaba insostenible. En consecuencia, la Junta de Santo Domingo resolvió el 22 de agosto de 1844 declarar mediante una resolución «traidores e infieles a la Patria» a los generales Duarte, Ramón Mella, Francisco del Rosario Sánchez, los coroneles Pedro Alejandro Pina, Juan Isidro Pérez, Gregorio del Valle y Juan Evangelista Jiménez, y al capitán Juan José Illas, de origen venezolano; todos ellos fueron destituidos de sus cargos y condenados al destierro perpetuo. En consecuencia, el 26 de agosto de 1844 Ramón Mella y Francisco del Rosario Sánchez partieron rumbo a Europa. El 10 de septiembre de 1844 Juan Pablo Duarte fue exiliado a Hamburgo, mientras que Vicente Celestino Duarte y su hijo Enrique fueron enviados a Estados Unidos.

María Trinidad Sánchez, tía de Francisco del Rosario Sánchez.

A inicios del gobierno de Santana se registró un intento de conspiración para forzar cambios en el gabinete y facilitar el regreso de los filorios expulsados, siendo el primer precedente de una amnistía. Entre los conspiradores figuró María Trinidad Sánchez —tía de Francisco Sánchez— quien, junto a otros como Andrés Sánchez, planeó proclamar a Santana dictador vitalicio como parte de una maniobra para derrocarle y traer de vuelta a Sánchez y a Mella. El complot fue descubierto; los implicados se negaron a delatar a otros participantes y fueron condenados a muerte. Las ejecuciones se llevaron a cabo el 28 de febrero de 1845.
Se dice que Manuel Jimenes, quien en ese momento era ministro de Guerra y Marina, pudo estar involucrado en la conspiración. En una votación secreta, Jimenes apoyó la condena a muerte de Trinidad Sánchez, pese a que según los rumores conspiraba junto a ella.

## Decreto de Amnistía
El 4 de agosto de 1848, el general Pedro Santana renunció a la presidencia, aunque aún le quedaba la mitad de su mandato. Según el artículo 99 de la Constitución de 1844, el Poder Ejecutivo tuvo que pasar de forma provisional al Consejo de Ministros Secretarios de Estado, que en ese momento estaba formado por Domingo de la Rocha y Angulo, Félix Mercenario, José María Caminero y el general Manuel Jimenes. Este último era el único ministro que había estado desde el comienzo del gobierno de Pedro Santana en 1844.
Poco después, el Consejo de Ministros convocó a los colegios electorales para elegir a un nuevo presidente de la República. Manuel Jimenes fue elegido y asumió el cargo el 8 de septiembre de 1848.
Poco tiempo después de que el presidente Jimenes tomara el poder, el 11 de septiembre de 1848 hizo la convocatoria de manera extraordinaria del Congreso Nacional —el Consejo Conservador y el Tribunado—, para que continuaran trabajando y atendieran varios asuntos importantes. Entre los objetivos explícitos de esta convocatoria estaban la discusión y aprobación de la nueva ley orgánica de los tribunales y la ley de enjuiciamiento en materia civil y penal. Además, el gobierno solicitó medidas para fomentar la prosperidad pública, como la creación de una policía rural para impulsar la agricultura y la reorganización del Ejército Libertador.
En la agenda del decreto no se mencionaba expresamente una amnistía general para los exiliados políticos que habían salido del país desde 1844, pero ese tema pronto se volvió central en el Congreso de la República y en la opinión pública. Diputados como Félix María del Monte y Juan Nepomuceno Tejera, y también el poeta José María Serra de Castro, defendieron la repatriación de los desterrados.
El Congreso aprobó la amnistía el 23 de septiembre de 1848 y el presidente la promulgó el 26 de septiembre. Entre los beneficiados estaban de forma explícita Juan Pablo Duarte, Vicente Celestino Duarte y su hijo Enrique Duarte, Francisco del Rosario Sánchez, Ramón Matías Mella, Pedro Alejandro Pina, Juan Isidro Pérez y Juan Evangelista Jiménez. El decreto decía que, desde su publicación, esas personas podían desembarcar libremente en cualquier puerto del país. En términos generales, la amnistía alcanzaba a «todos los dominicanos que se hallaran fuera del territorio sin que pesara sobre ellos sentencia alguna», salvo algunos casos sujetos a facultades extraordinarias. Los que cumplían los requisitos podían regresar previa obtención de un salvoconducto expedido por el Poder Ejecutivo.
Por las dudas que surgieron sobre el alcance de la norma, el Gobierno pidió al Congreso una aclaración del artículo tercero del decreto el 5 de octubre de 1848. El Congreso respondió que la amnistía comprendía a «todo dominicano que, después de promulgada la Constitución, hubiera salido del país por simple orden o con pasaporte no solicitado, sin condena previa según las leyes vigentes sobre seguridad pública, siempre que su presencia no fuera perjudicial al país según el juicio del Gobierno». Quienes reunían esas condiciones podían volver tras obtener el salvoconducto correspondiente. El Poder Ejecutivo refrendó esa interpretación el 25 de octubre de 1848.
La disposición fue respetada por los gobiernos posteriores, lo que confirmó de manera oficial su vigencia y la derogación de las medidas de expulsión previas. Años más tarde, en 1860, durante el tercer y último mandato de Santana, el Ministerio de Relaciones Exteriores dejó constancia de que la expulsión apliada contra la familia Duarte en 1845 había quedado sin efecto.